# President's Emergency Plan for AIDS Relief

Logo du PEPFAR

Le President's Emergency Plan for AIDS Relief (plus connu sous l'abréviation PEPFAR) est un plan d'aide d'urgence à la lutte contre le sida à l'étranger que le président des États-Unis George W. Bush a lancé en 2003. Les États-Unis y ont investi plus de 110 milliards de dollars, permettant de sauver plus de 25 millions de vies en date de 2023. 
Le programme a été arrêté de facto par Donald Trump en janvier  2025 avec le gel de son financement et la mise hors ligne les systèmes informatiques du PEPFAR.

## Objectifs
Les objectifs des cinq premières années de ce Plan d'urgence des États-Unis comprennent une aide au traitement pour deux millions de personnes infectées par le virus de l'immunodéficience humaine, une aide à la prévention de sept millions d'infections nouvelles et une aide aux soins pour 10 millions de personnes infectées ou affectées par le VIH/SIDA.

## Direction

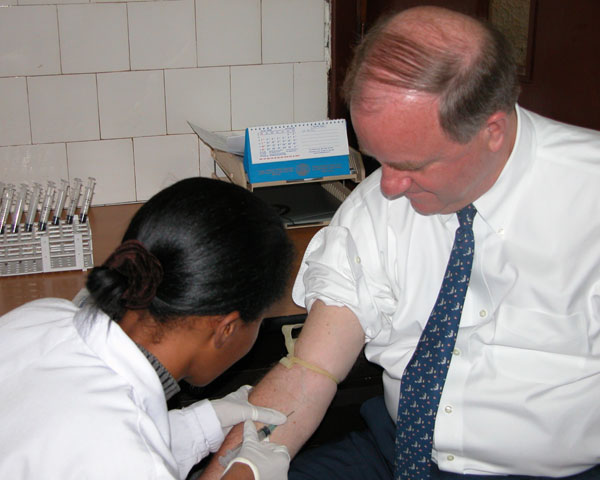
L'ambassadeur des États-Unis contre le Sida, Randall Tobias, faisant en 2004 publiquement le test VIH en Éthiopie, pour lutter contre la stigmatisation attachée à cette pratique.

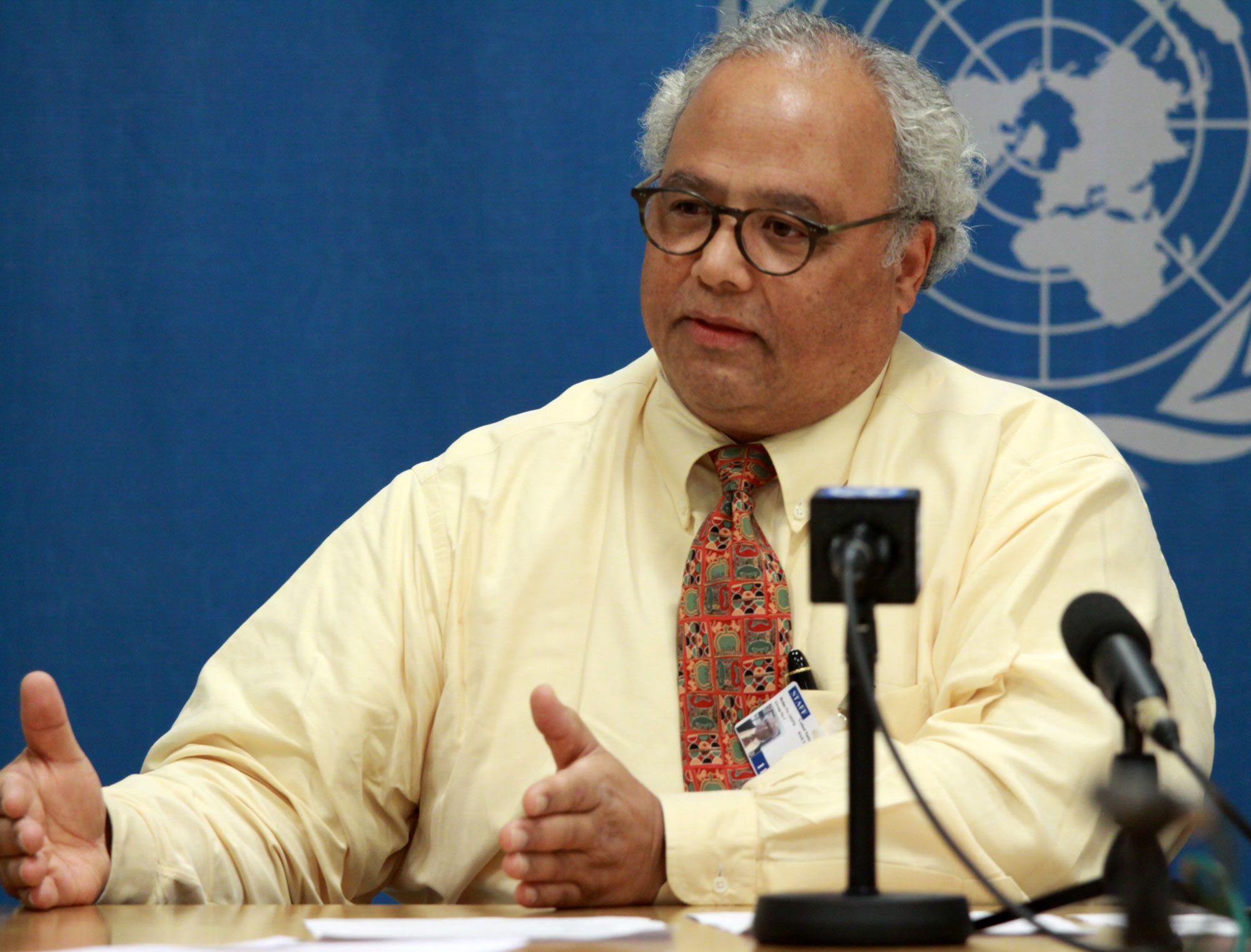
Le docteur Eric Goosby lors d'une conférence à Genève le 11 décembre 2009.

Liste des administrateurs du PEPFAR et coordonnateur des États-Unis pour la lutte mondiale contre le sida (U.S. Global AIDS Coordinator) ayant rang d'ambassadeur au sein du département d'État depuis la création du poste en mai 2003 :
- Randall Tobias : mai 2003 - 11 aout 2006
- Mark Dybul : 11 aout 2006 - 17 septembre 2009
- Eric Goosby : 17 septembre 2009[6]

## Actions et résultat

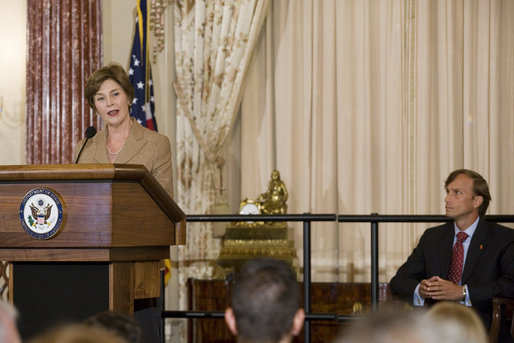
L'ambassadeur Mark Dybul et Laura Bush en 2006.

Ce programme est mis en œuvre entre autres par le département de la Santé et des Services sociaux et le département d'État qui agit avec les autres agences américaines telle l'Agence des États-Unis pour le développement international, les gouvernements concernés, les organisations internationales comme ONUSIDA et le Fonds mondial de lutte contre le sida, la tuberculose et le paludisme ainsi que les organisations locales (1 588 en 2004, 2 217 en 2007).
Doté à l'origine d'un budget de 15 milliards de dollars américains répartis sur une période de cinq ans, celui-ci a été finalement de 18,8 milliards de dollars.
ONUSIDA a estimé qu’en 2002, seuls 50 000 Africains environ avaient pu bénéficier de traitements, sur les quatre millions qui en avaient besoin. Ce plan a permis de soigner en 2007 plus de 1,4 million de personnes dont 62 % de femmes qui reçoivent un traitement antirétroviral, le nombre de patients passe à 1,7 million en 2008, 2,5 millions fin 2009 et 3,3 millions à la fin de 2010.
En 2004, 30 000 Sud-Africains prenaient des médicaments, ils sont près de 500 000 en 2008. Alors qu'à l'origine, le coût de la thérapie antirétrovirale par patient atteignait entre 9 000 et 12 000 dollars par an, ce coût est passé début 2011 à une moyenne de 435 dollars par an grâce à l'assistance et à la coopération des compagnies pharmaceutiques.
Il donne des programmes de prévention sur la maladie (20 % du budget), à la prise en charge d'orphelins et d'autres enfants en situation vulnérable, à la livraison de fournitures (Les États-Unis ont fourni près de 1,7 milliard de préservatifs entre 2004 et 2007, 2,2 milliards fin 2008, soit plus que tous les autres pays industriels réunis ), ainsi qu'aux frais d'infrastructure hospitalière et a, entre 2004 et 2007, soutenu environ 2,6 millions de stages de formation et de recyclages pour le personnel médical ainsi que dans le cadre du programme SOAR, de son sigle anglais pour Nurses Strengthening our AIDS Response l'envoi de personnel infirmier américain pour aider et former leurs collègues Africains.
Début 2008, George W. Bush a demandé le doublement du budget, soit 30 milliards de dollars pour les cinq prochaines années. Finalement, c'est un montant de 48 milliards de dollars qui sont autorisés en juillet 2008 pour lutter contre le SIDA, la tuberculose et le paludisme pour la période 2009-2013 dont environ 9 milliards seront consacrés à la lutte contre ces deux dernières maladies mais l'arrivée de l'administration Obama confronté à la crise financière de 2007-2010 fait que cet objectif n'est pas tenu et que les dépenses se stabilisent à entre 6 et 7 milliards de dollars par an.

### Budget annuel consacré à la lutte contre le SIDA à l'échelle mondiale par le gouvernement des États-Unis
- Année fiscale 2001 : 840 millions de $
- Année fiscale 2002 : ~ 1,2 milliard de $
- Année fiscale 2003 : ~ 1,5 milliard de $
- Année fiscale 2004 : 2,277 milliards de $
- Année fiscale 2005 : 2,704 milliards de $
- Année fiscale 2006 : 3,290 milliards de $
- Année fiscale 2007 : 4,518 milliards de $
- Année fiscale 2008 : 6,031 milliards de $[19]
- Année fiscale 2009 : 6,680 milliards de $
- Année fiscale 2010 : 6,867 milliards de $[10]
- Année fiscale 2011 : 6,725 milliards de $
- Année fiscale 2012 : 6,639 milliards de $
- Année fiscale 2013 : 6,419 milliards de $ (demande de budget)[20]

## Pays bénéficiaires
Les quinze pays bénéficiaires en 2008 sont l'Afrique du Sud, le Botswana, la Côte d'Ivoire, l'Éthiopie, la Guyana, Haïti, le Kenya, le Mozambique, la Namibie, le Nigéria, l'Ouganda, le Rwanda, la Tanzanie, le Vietnam et la Zambie. 

## Traitements
En mars 2012, 4,5 millions de personnes sont traités par le PEPFAR, l'objectif de 6 millions à la fin de 2013.
| Pays           | Traitements en juillet 2004 | Traitement fin septembre 2004 | Traitement fin septembre 2005 | Traitement fin septembre 2006 | Traitement fin septembre 2007 | Traitement fin septembre 2008 |
| Afrique du Sud | 3 700                       | 12 200                        | 93 000                        | 210 300                       | 329 000                       | 549 700                       |
| Botswana       |                             | 32 900                        | 37 700                        | 67 500                        | 90 500                        | 111 700                       |
| Côte d'Ivoire  | 400                         | 4 500                         | 11 100                        | 27 600                        | 46 000                        | 50 500                        |
| Éthiopie       |                             | 9 500                         | 16 200                        | 40 000                        | 81 800                        | 119 600                       |
| Guyana         |                             | 500                           | 800                           | 1 600                         | 2 100                         | 2 300                         |
| Haïti          |                             | 2 800                         | 4 300                         | 8 000                         | 12 900                        | 17 700                        |
| Kenya          | 2 700                       | 17 100                        | 44 700                        | 97 800                        | 166 400                       | 229 700                       |
| Mozambique     |                             | 5 200                         | 16 200                        | 34 200                        | 78 200                        | 118 000                       |
| Namibie        | 2 500                       | 4 000                         | 14 300                        | 26 300                        | 43 700                        | 56 100                        |
| Nigeria        | 500                         | 13 500                        | 28 500                        | 67 100                        | 126 400                       | 211 500                       |
| Ouganda        | 7 300                       | 33 000                        | 67 500                        | 89 200                        | 106 000                       | 145 000                       |
| Rwanda         | 100                         | 4 300                         | 15 900                        | 30 000                        | 44 400                        | 59 900                        |
| Tanzanie       | 100                         | 1 500                         | 14 700                        | 44 300                        | 96 700                        | 144 100                       |
| Vietnam        |                             | 0                             | 700                           | 6 600                         | 11 700                        | 24 500                        |
| Zambie         | 1 500                       | 13 600                        | 36 000                        | 71 500                        | 122 700                       | 167 500                       |
| TOTAL          | 18 800                      | 155 000                       | 401 000                       | 822 000                       | 1 358 500                     | 2 007 800                     |

## Critiques
Certains ont critiqué le PEPFAR car le volet de prévention s'appuie en 2006 sur la stratégie ABC (Abstinence, soyez fidèle, utilisez un préservatif) - un tiers des fonds de ce volet allant à des programmes de promotion de l'abstinence sexuelle avant le mariage.
Selon le Center for global development, l'afflux d'argent a également un effet pernicieux car le PEPFAR et autres programmes internationaux ont également financé le recrutement de très nombreux travailleurs sanitaires des organisations non gouvernementales, qui gagnent souvent bien mieux leur vie que leurs collègues du secteur public et ils sont donc en compétition avec les systèmes de santé nationaux. Un employé de bureau travaillant, en 2008, pour un programme financé par le PEPFAR en Zambie, par exemple, a un salaire deux fois plus élevé qu’une infirmière diplômée dans le secteur public zambien.